# 蒋恭 (南朝)
蒋恭，南北朝刘宋義興郡临津县（治今江苏省宜兴市官林镇临津村）人。
元嘉年间，晋陵蒋崇平因抢劫被捕，说蒋恭的妻弟吴晞张是同伙。吴晞张先走了，不在家，本村遭遇大水，妻儿五口避水寄居蒋恭家，官府抓不到吴晞张，于是抓捕蒋恭及其兄蒋协治罪。蒋恭、蒋协都曾款待收留吴晞张家属，不知劫劫之情。蒋恭称吴晞张妻儿是自己妻子的亲戚，亲戚有罪，自己应该承担责任，求放过兄长蒋协。蒋协说自己是户主，按照制度，家属之罪，户主有责，求放过弟弟蒋恭。兄弟二人，争着承担罪责，郡县不能判，依事上详。州中议定，礼让者以义为先，蒋恭、蒋协争相承担罪责，二子乘舟，无以过此。况且吴晞张远行，他县抢劫，在外犯罪，赃物没有拿回家，所居村落不该加罪。于是让临津县将兄弟二人释放。后来，任命蒋恭为义成县令，蒋协为义怡县令。